# Bacillocnemis anomala
Bacillocnemis anomala är en spindelart som beskrevs av Cândido Firmino de Mello-Leitão 1938. Bacillocnemis anomala ingår i släktet Bacillocnemis och familjen snabblöparspindlar. Inga underarter finns listade.